# Abyssopathes lyra
Abyssopathes lyra är en korallart som först beskrevs av Brook 1889.  Abyssopathes lyra ingår i släktet Abyssopathes och familjen Schizopathidae. Inga underarter finns listade i Catalogue of Life.